# 軟樹蕨

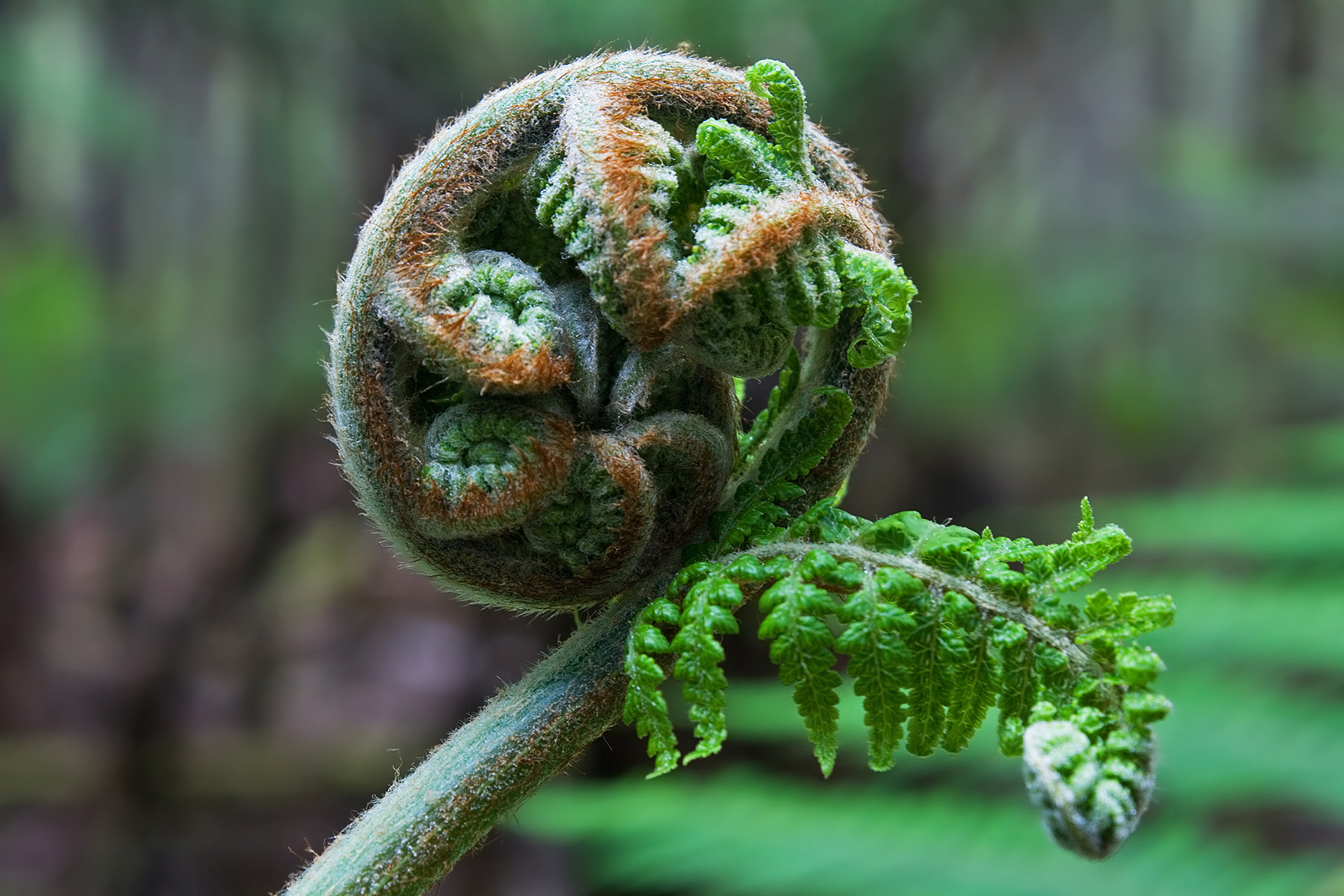
新芽

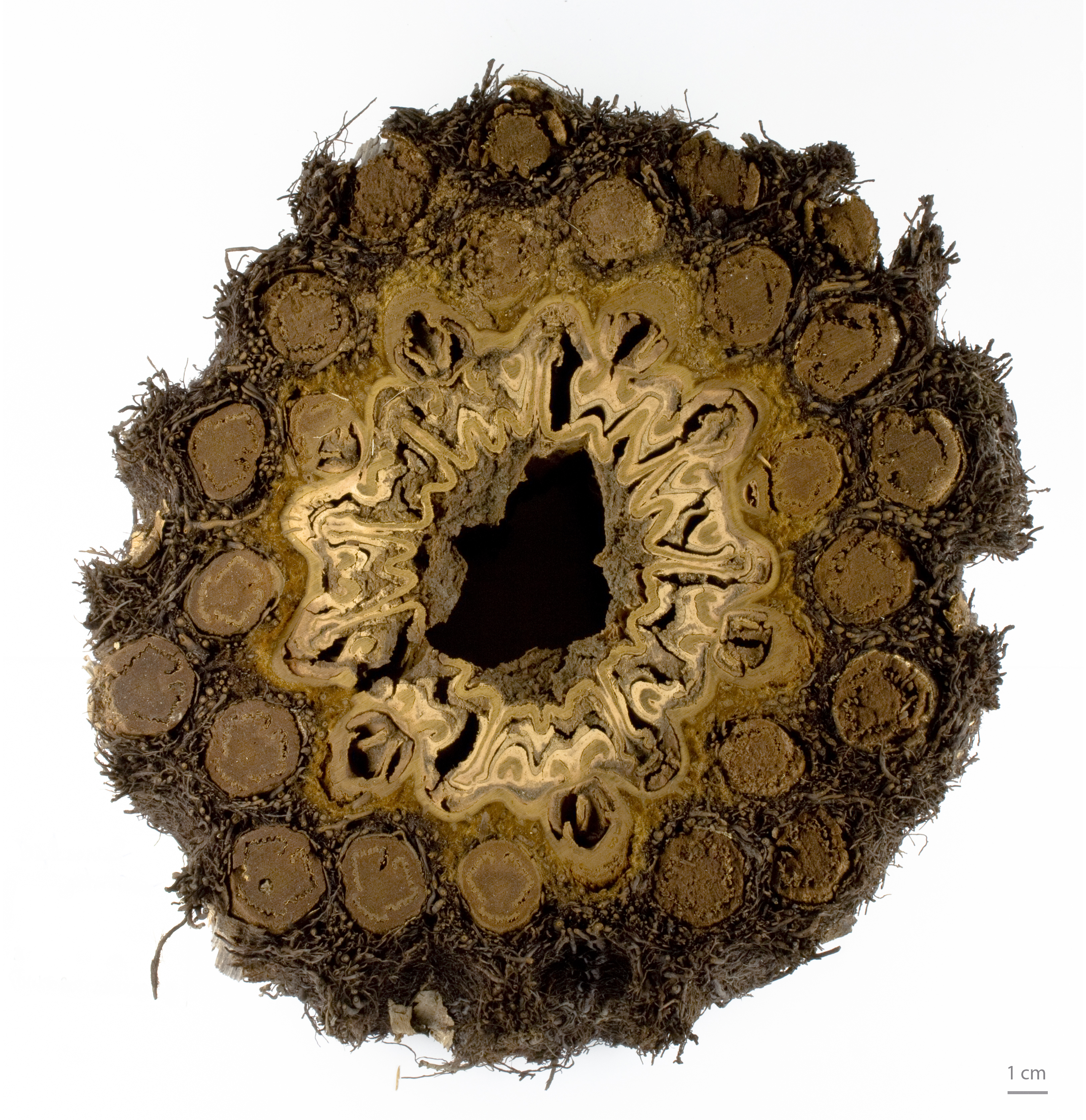
Dicksonia antarctica - MHNT

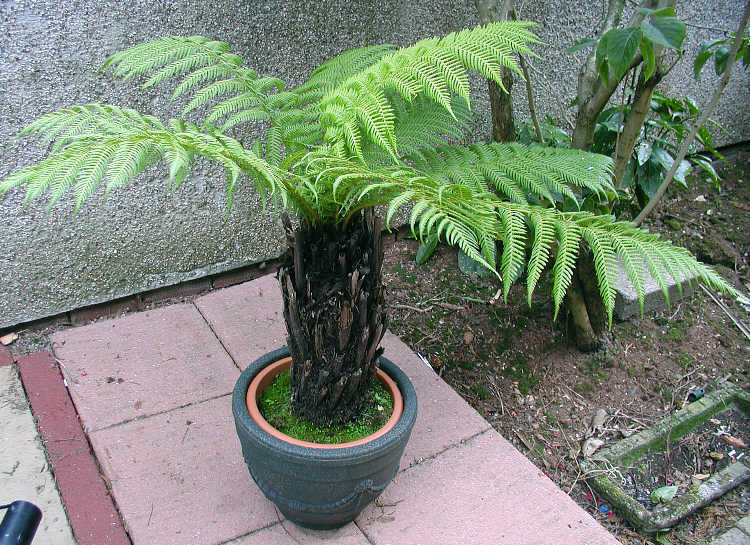
一英格蘭花園中的軟樹蕨，樹幹高六十公分

軟樹蕨（學名：Dicksonia antarctica），又名塔斯馬尼亞蚌殼蕨，是蚌殼蕨科蚌殼蕨屬的一個種。其种加词“antarctica”意为“南极洲的”。原生於澳大利亞東部的昆士蘭南部、新南威爾斯、維多利亞及塔斯馬尼亞。可生存於酸、中性土與鹽鹼地。